# Carmen de Hastingae Proelio

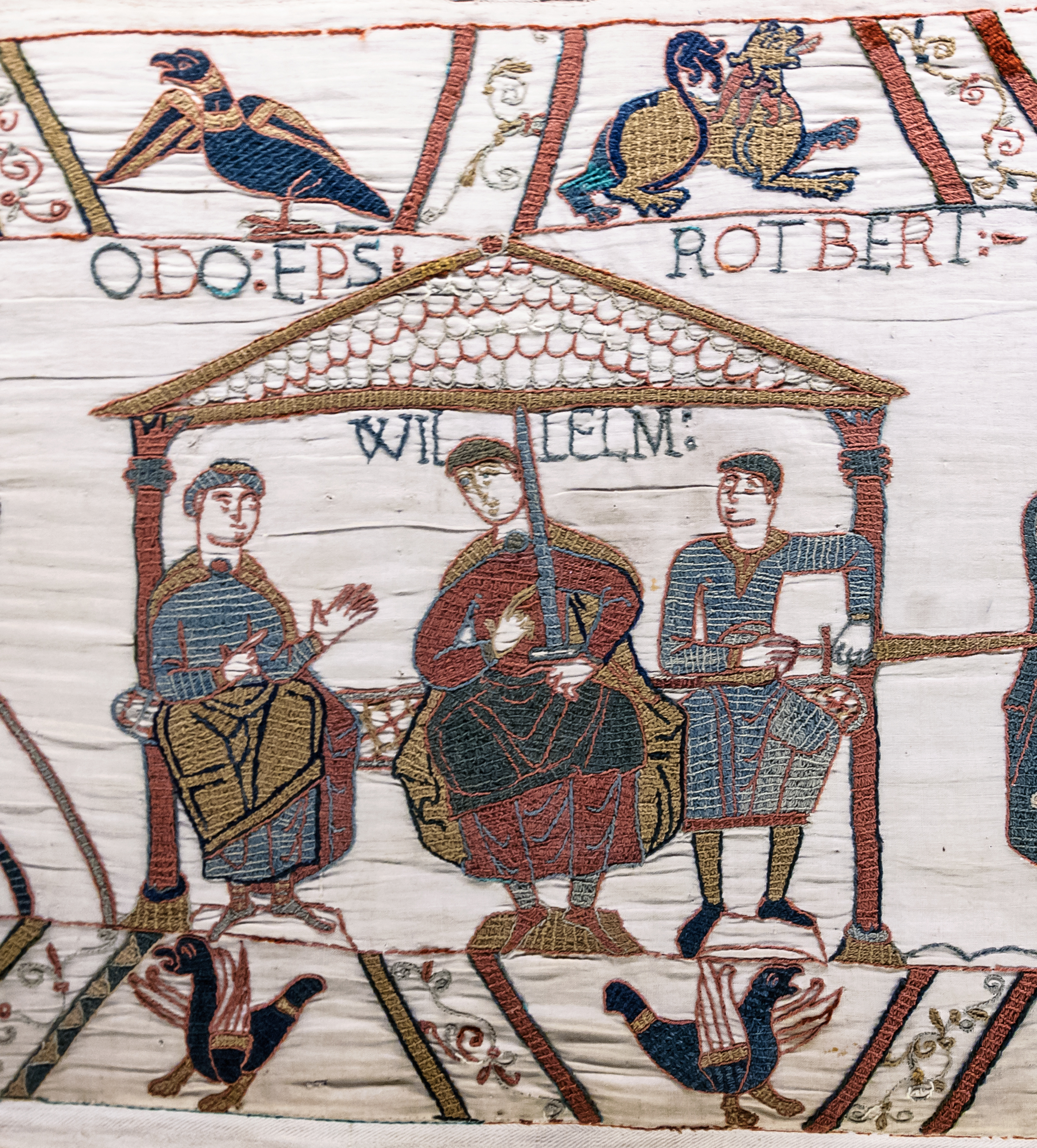
Wilhelm der Eroberer auf dem Teppich von Bayeux, links und rechts seine Halbbrüder Odo von Bayeux und Robert

Carmen de Hastingae Proelio, auch Lied von der Schlacht von Hastings, ist eine der frühen Quellen der Eroberung Englands durch den Normannenherzog Wilhelm. Es thematisiert die Ereignisse vom September bis Dezember 1066. Das Lied wird Bischof Gui von Amiens (alternative Schreibweise Guido von Amiens) zugeschrieben, einem Onkel von Guido I. von Ponthieu. Dieser Vasall von Herzog spielt in den Ereignissen vor der Eroberung eine Rolle, weil er 1064 Harald Godwinson gefangen nahm, der nach König Eduards Tod im Jahre 1066 den englischen Thron bestieg.
Carmen de Hastingae Proelio gilt allgemein als die älteste schriftliche Quelle der Invasion. Sie befasst sich überwiegend mit der Schlacht von Hastings, in der der englische König Harald dem normannischen Herzog Wilhelm unterlag. Carmen de Hastingae Proleio besteht aus 835 Zeilen von Hexametern und Pentametern. Es ist nur eine Kopie erhalten geblieben, die sich heute in der Bibliothèque Royale de Belgique befindet und als  no. 10615-729, folios 227v-230v inventarisiert ist. Bei dem erhalten gebliebenen Exemplar handelt es sich um eine Abschrift aus dem frühen 12. Jahrhundert, die vom Original angefertigt wurde.
Es gibt mehrere Hinweise, dass die Carmen de Hastingae Proelio in den Monaten um Wilhelms Krönung am 1. Weihnachtstag 1066 hastig geschrieben wurde. Erstmals vorgetragen wurde dieses Werk 1067, möglicherweise bereits um Ostern während der Feiern in der Normandie in Anwesenheit des frisch gekrönten englischen Königs. Ähnlich wie beim Teppich von Bayeux ist die Intention des Verfassers nicht bekannt. Es gilt als möglich, das Bischof Gui Wilhelms Gunst erlangen wollte. Da Bischof Gui von Amiens sich zu dieser Zeit in Ungnade beim Papst befand, ist es möglich, dass er Wilhelm mit der Carmen de Hastingae Proelio in seinem Sinne beeinflussen wollte. Im Gedicht wird die Rolle von Graf Eustace von Boulogne während der Schlacht von Hastings prominent hervorgehoben. Es wird auch für möglich gehalten, dass mit dem Gedicht für den in Ungnaden gefallenen französischen Grafen geworben werden sollte, zu dem möglicherweise familiäre Verbindungen bestanden.
Carmen de Hastingae Proelio gilt als eine der lebendigsten Quellen der normannischen Invasion und ist eine der wenigen, die diese aus einer nicht-normannischen Sicht erzählt. Wegen der lebendigen Schilderung der Ereignisse gibt es einzelne Stimmen, die in ihr eine Fälschung sehen oder die Entstehungszeit in ein späteres Jahrhundert verlegen. Der Historiker Frank Barlow hat jedoch schlüssig dargelegt, dass es sich um eine sehr frühe Quelle der normannischen Invasion handele.